# エミール・クレイド
エミール・ヨーゼフ・クレイド（Emil Josef Clade、1916年2月26日 - 2010年5月）は、ドイツ空軍の軍人。第二次世界大戦時、27機を撃墜したエース・パイロットである。

## 経歴
現在のラインラント＝プファルツ州ノイシュタット・アン・デア・ヴァインシュトラーセの地方であるハムバッハで生まれた。学校教育を終えた後、初めは商人になるように育てられた。しかし、1934年に航空に興味を持ち、ドイツの民間航空のコンペに参加するグライダーパイロットになった。
1937年4月、ドイツ空軍に入隊したクレイドは、最初にJu 52の飛行資格を取得したが、すぐに戦闘機パイロットになった。

### 第二次世界大戦
クレイドは第1戦闘航空団第1中隊（1./JG 1）に配属された。1940年5月11日午前、オランダのマーストリヒト近郊でベルギー空軍のグロスター グラディエーターを撃墜し、初戦果を記録した。同日の午後、同じくマーストリヒトでフランスのLeO 451を撃墜した。同月17日にイギリス空軍のスピットファイア、26日にはモラーヌ・ソルニエ M.S.406を撃墜した。
1940年7月6日、1./JG 1は第27戦闘航空団第7中隊（7./JG 27）に再編され、1941年3月にクレイドはJG 27補充飛行隊の教官となった。
1942年6月、上級軍曹となったクレイドは北アフリカに拠点を置くJG 27第5中隊（5./JG 27）に配属され、地中海戦域に参戦した。エジプトのアレクサンドリア南部の砂漠上空を飛行中、19歳のヒュー・ジミー・ジェームス軍曹が搭乗していたイギリス空軍第216中隊の輸送機ブリストルボンベイを偶然発見した。ブリストルボンベイには幹部会議のためにカイロに向かうイギリス軍第8軍司令のウィリアム・ゴット中将や大勢の負傷したイギリス軍の兵士が乗っていた。クレイドの攻撃はブリストルボンベイに強行着陸を余儀なくさせ、続くJG 27の同僚のパイロットのベルント・シュナイダー伍長による機銃掃射攻撃でゴットを含むボンベイから逃げることができなかったイギリス軍の兵士たちをブリストルボンベイの残骸の中で殺害した。2005年3月、89歳のクレイドと81歳のジェームズは、ボンで感動的な再開を果たし、彼らの報告を比較して、一緒に空を飛行した。第8軍司令のゴットの後任はバーナード・モントゴメリーだった。
7月5日、エル・ダバ近郊でイギリス空軍のスピットファイアを撃墜し、10機撃墜を記録した。1943年5月23日、JG 27第7中隊（7./JG 27）の中隊長に任命された。11月13日、ギリシャのレヴィータ近郊でRAFのブリストル ボーファイターを撃墜し、20機撃墜を達成した。12月20日、メガラ近郊でUSAAFのB-17を撃墜し、22機撃墜を記録。数日後、クレイドはフランスのアヴィニョンに拠点を置く南部戦闘飛行隊第2中隊に転属した。1944年以降、メッサーシュミット Bf109 G/R-9（白の9番）に搭乗した。
1944年2月16日、アヴィニョン近くのフランスでレジスタンスの襲撃を受け重傷を負い、11月まで入院した。クレイドは自身の回顧録で、これほど多くの騒々しい出来事から実際に生き残ったことがどれほど幸運だったかを強調した。快復後、7./JG 27に復帰した。11月、フランスに拠点を置くJG 27第12中隊（12./JG 27）の中隊長に任命された。12月25日、USAAFのP-47を撃墜。翌日の26日にもP-47を撃墜し、24機撃墜を記録した。
1945年2月、ピーター・ヴェルフ少佐の代理でJG 27第III飛行隊（III./JG 27）の飛行隊長に任命された。2月25日、USAAFのP-38を撃墜し、27機撃墜を記録。しかし、自身の搭乗機に被弾しベイルアウトを余儀なくされた。これがクレイドの最後の空戦となった。クレイドは後に相手のパイロットに会い、食事の席で記念品を交換した。5月3日、JG 27第I飛行隊（I./JG 27）の飛行隊長に任命された。同日、クレイドと彼の同僚のヴェルフは、ザールバッハ近くのオーストリア・アルプスでIII./JG 27を解散した。ほとんどの部隊は、米軍に降伏、または捕らえられる前に山中に隠れた。クレイドは米軍の捕虜になった。
クレイドは、1943年10月5日（総撃墜数18機目を記録した任務中）、1944年11月26日、1945年2月25日（27機目を撃墜した直後）の航空戦闘を含む6回の空戦で撃墜された。西部戦線で9機、北アフリカ戦線で18機を撃墜し、27機を撃墜した。その中には4発爆撃機2機が含まれていた。

### 戦後
クレイドは、捕虜収容所から解放された後、様々な仕事をして生き延びた。1956年、新しく作られたルフトハンザドイツ航空の民間パイロットになることを志願したが、年齢制限を2歳超えていたため却下された。しかし、民間飛行家として様々なドイツのコンペで成功を収め、地元の航空協会の設立を支援した。2010年、94歳で亡くなった。

## 叙勲
- 一級鉄十字章
- ドイツ十字章金章